# 大縁経
『大縁経』（だいえんきょう、巴: Mahānidāna-sutta, マハーニダーナ・スッタ）とは、パーリ仏典経蔵長部の第15経。『大縁方便経』（だいえんほうべんきょう）、『大因縁経』（だいいんねんきょう）とも。
類似の伝統漢訳経典としては、『長阿含経』（大正蔵1）の第13経「大縁方便経」の他、『人本欲生経』（大正蔵14）、『中阿含経』（大正蔵26）の第97経「大因経」、『大生義経』（大正蔵52）等がある。
いわゆる十二縁起（十二因縁）関連の話題が取り上げられる。

## 構成

### 登場人物
- 釈迦
- アーナンダ

### 場面設定
釈迦たちがクル国に滞在している際、アーナンダが釈迦に、自分はまだ縁起がよく分からないので教えてほしいと頼む。
釈迦はアーナンダに、まず十二縁起（十二因縁）を、続いてその構成要素に関する個別論として、三有、四取、六愛、六受、六触、名色の二元論、九有情居（欲界～非想非非想処）、八解脱等を述べる。
アーナンダは歓喜してそれらを信受する。

## 日本語訳
- 『南伝大蔵経・経蔵・長部経典2』（第7巻） 大蔵出版
- 『パーリ仏典 長部（ディーガニカーヤ）大篇I』 片山一良訳 大蔵出版
- 『原始仏典 長部経典2』 中村元監修 春秋社